# Інститут Конфуція

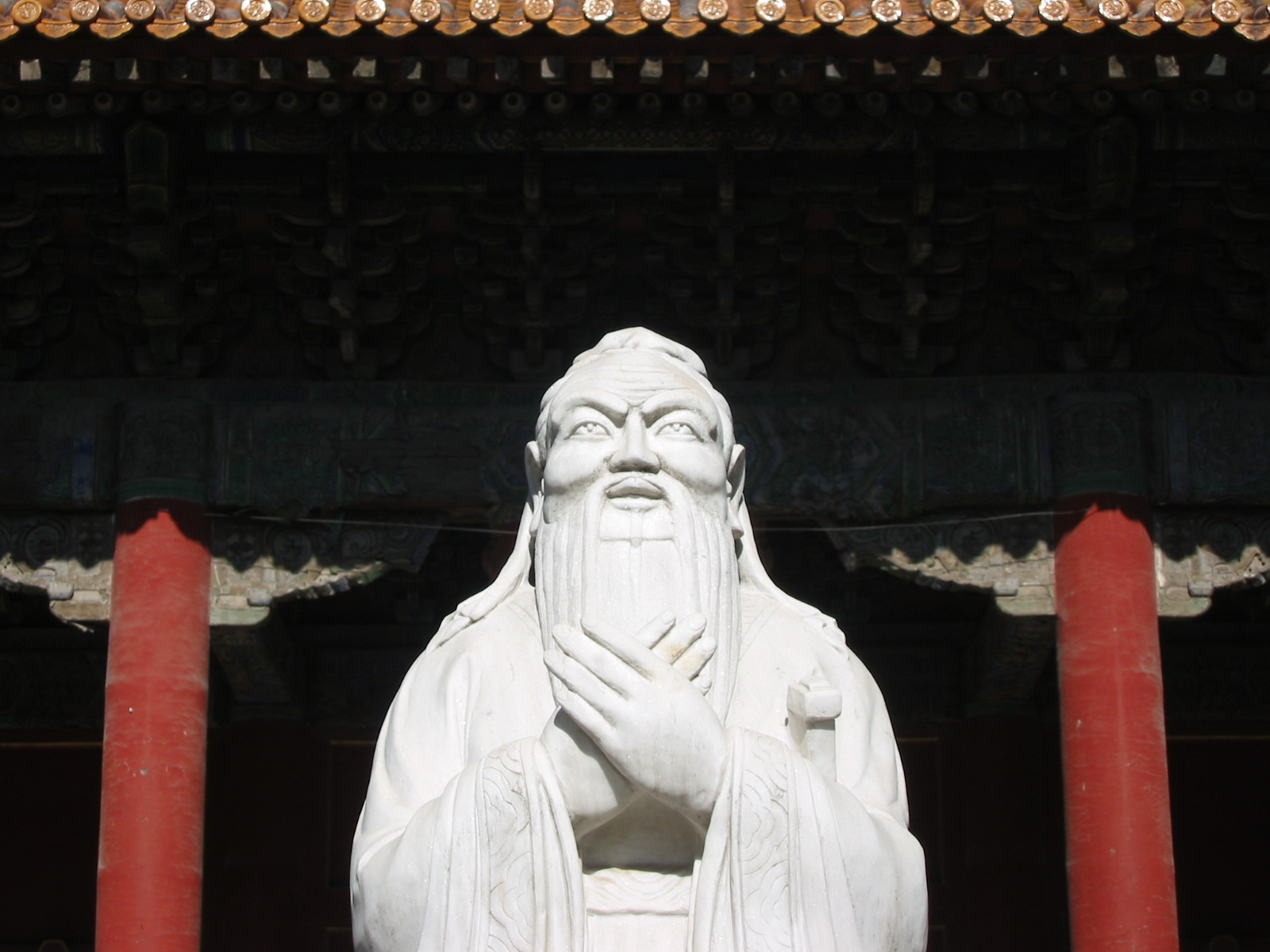
Статуя Конфуція у Пекіні

Інститу́т Конфу́ція (кит.: 孔子 学院; піньїнь: Kǒng-zǐ xué-yuàn) — система науково-навчальних закладів для популяризації китайської мови, культури та мистецтва. В цілому світі на  2019 року працюють 530   відділень Інституту Конфуція.
Заявлена мета ІК полягає в просуванні китайської мови і культури, підтримки місцевого населення на міжнародному рівні та сприяння культурним обмінам. Інститути Конфуція за останні роки наражаються на критику через небезпечно зростаючий комуністичний вплив у тих країнах, де вони працюють .
Програма Інститутів Конфуція почала впроваджуватися в 2004 році. Розробником програм ІК і безпосереднім керівником є Ханьбань (офіційне Міжнародне бюро Ради з китайської мови). Інститути працюють у співпраці з місцевими відділами коледжів і університетів по всьому світу. Фінансування розподіляється між Hanban і установами, що приймають ІК. Додаткова програма від ІК співпрацює також з місцевими загальноосвітніми школами .

### Критика
Китай порівнює Інститути Конфуція з іншими організаціями з просування мови і культури, такими як Португальський інститут культури, Бразильський культурний центр, Британська рада, Французький альянс, Італійський інститут, Інститут Іспанії Сервантеса і Німецький інститут Гете. Однак, на відміну від цих організацій, численні Інститути Конфуція працюють безпосередньо в університетських містечках, що породжує проблеми, пов'язані з академічною свободою і політичним впливом.
Через тісний зв‘язок Інститутів із державними структурами КНР, у засобах масової інформації та інших джерелах часто присутня недовіра щодо суто культурно-гуманітарної місії цих установ. Інститути були предметом суперечок після їх появи в університетських містечках США у 2005 р., зокрема через їхній вплив на академічну свободу та відсутність прозорості. Вони привернули додаткову увагу до себе також за останні кілька років, коли відносини США та Китаю погіршилися. Деякі члени Конгресу стверджували, що Інститути можуть відігравати певну роль у зусиллях Китаю впливати на громадську думку за кордоном, вербувати «агентів впливу» в кампусах США, а також брати участь у кібершпигунстві та крадіжці інтелектуальної власності. Представники КНР заперечують ці звинувачення, зазначаючи, що Інститути стали жертвою американського «менталітету холодної війни». Тим не менше, деякі федеральні закони почали обмежувати фінансування навчальних закладів, в яких розташовані Інститути Конфуція. За останні чотири роки багато університетів США розірвали свої контакти з цими інституціями. У серпні 2020 р. адміністрація Трампа визначила Центр Інституту Конфуція США, який є куратором Інститутів Конфуція в США, як «іноземну місію» КНР. Таке формулювання вимагає від Центру регулярно подавати інформацію про свою діяльність Державному департаменту.

### Діяльність в Україні
В Україні перша така установа була заснована в Луганському національному педагогічному університеті у 2007 р. (сьогодні інформації про Інститут на сайті вишу немає). Згодом аналогічні інституції були відкриті при Харківському національному університеті ім. В.Каразіна (2008 р.), Київському національному університеті ім. Т.Шевченка (2009 р.), Київському національному лінгвістичному університеті (2013 р.), Південноукраїнському національному педагогічному університеті ім. К.Ушинського (2014 р.), Вінницькому національному технічному університеті (2021 р.) і Тернопільському національному педагогічному університеті ім. В. Гнатюка (2021 р.). Приблизно така ж кількість китайських Інститутів функціонує в Португалії, Польщі, Угорщині, Румунії та Білорусі.
3 липня 2013 року було повідомлено про підписання угоди, яка передбачає створення Інституту Конфуція у Прикарпатському національному університеті імені Василя Стефаника. Про бажання створити відділення Інституту ректор університету вперше повідомив у грудні 2010 року. Завершити технічні процедури, пов'язані зі створенням центру, університет планує до кінця 2013 року.
6 вересня 2013 року відбулося відкриття інституту Конфуція у Київському національному лінгвістичному університеті.
У червні 2019 року за підтримки Штаб-квартири Інституту Конфуція НМАУ та Центральною консерваторією музики (ЦКМ) був заснований Музичний центр Конфуція при НМАУ імені П.І. Чайковського. Завдання Центру – створення та виконання оперного репертуару, освітня діяльність, тури та експозиції; він стане осередком досліджень китайської музики і культурного обміну серед країн «Один Пояс, Один Шлях» для Центрально-Східної Європи та всього світу.